# Woldstedtius serranoi
Woldstedtius serranoi är en stekelart som beskrevs av Diller 1982. Woldstedtius serranoi ingår i släktet Woldstedtius och familjen brokparasitsteklar. Inga underarter finns listade i Catalogue of Life.